# Монтрёй (округ)
Монтрёй или Монтрёй-сюр-Мер (фр. Montreuil-sur-Mer) — округ (фр. Arrondissement) во Франции, один из округов в регионе О-де-Франс. Департамент округа — Па-де-Кале. Супрефектура — Монтрёй.
Население округа на 2019 год составляло 112 299 человек. Плотность населения составляет 84 чел./км². Площадь округа составляет 1327,1 км².

## Состав
Кантоны округа Монтрёй (после 22 марта 2015 года):
- Берк
- Лёмбр (частично)
- Оси-ле-Шато (частично)
- Фрюж (частично)
- Этапль

Кантоны округа Монтрёй (до 22 марта 2015 года):
- Берк
- Кампань-ле-Эден
- Ле-Парк
- Монтрёй
- Фрюж
- Эден
- Этапль
- Юкелье